# Senhit
Senhit Zadik Zadik (ur. 1 października 1979 w Bolonii) – włoska piosenkarka popowa. Dwukrotna reprezentantka San Marino w Konkursie Piosenki Eurowizji (2011 i 2021).

## Życiorys
Jej rodzice pochodzą z Erytrei. Karierę muzyczną rozpoczęła 1999 występami w musicalu Fame w reżyserii Andreasa Koeneche’a, w latach 2001–2002 grała w spektaklu Król lew, wyprodukowanym przez Walt Disney w Niemczech i wyreżyserowanym przez Julie Taymor.
W 2005 podpisała kontrakt z wytwórnią muzyczną Panini Interactive, pod której szyldem wydała single „La mia città è cambiata”, „La cosa giusta” i „In mio potere”, a w 2006 – debiutancki album studyjny pt. Senit. W 2007 wydała drugi album pt. Un tesoro è necessariamente nascosto, którą promowała singlem „La faccia che ho”, a także wystąpiła jako support przed koncertem otwarcia trasy koncertowej Zucchero pt. Fly Tour 2007.
W maju 2009 wydała album pt. So High, który nagrała w Los Angeles we współpracy z perkusistą Michaelem Bakerem. W czerwcu wystąpiła podczas koncertu charytatywnego Amiche Per l’Abruzzo; ponad milion euro zebrane podczas koncertu zostało przeznaczone na pomoc ofiarom trzęsienia ziemi w Aquili. W listopadzie została prowadzącą program telewizyjny Urban Charts na kanale HipHopTV. W grudniu zrealizowała teledysk do singla „Party on the Dance Floor”, który nakręciła w Stanach Zjednoczonych z reżyserami Marco Bellonem i Giovannim Consonnim, fotografem George’em Lyonem i producentem Chrisem Fosterem. W maju 2011, reprezentująć San Marino z utworem „Stand By”, zajęła 16. miejsce w półfinale 56. Konkursu Piosenki Eurowizji w Düsseldorfie. W czerwcu wydała singiel „Through the Rain”, a następnie dwa kolejne utwory: „AOK” (2012) i „One Stop Shop” (2013). W 2014, goszcząc w programie Domenica Live, zapowiedziała zmianę pseudonimu artystycznego na Senhit. W 2017 wydała singiel „Something on Your Mind” oraz epkę pt. Hey Buddy.

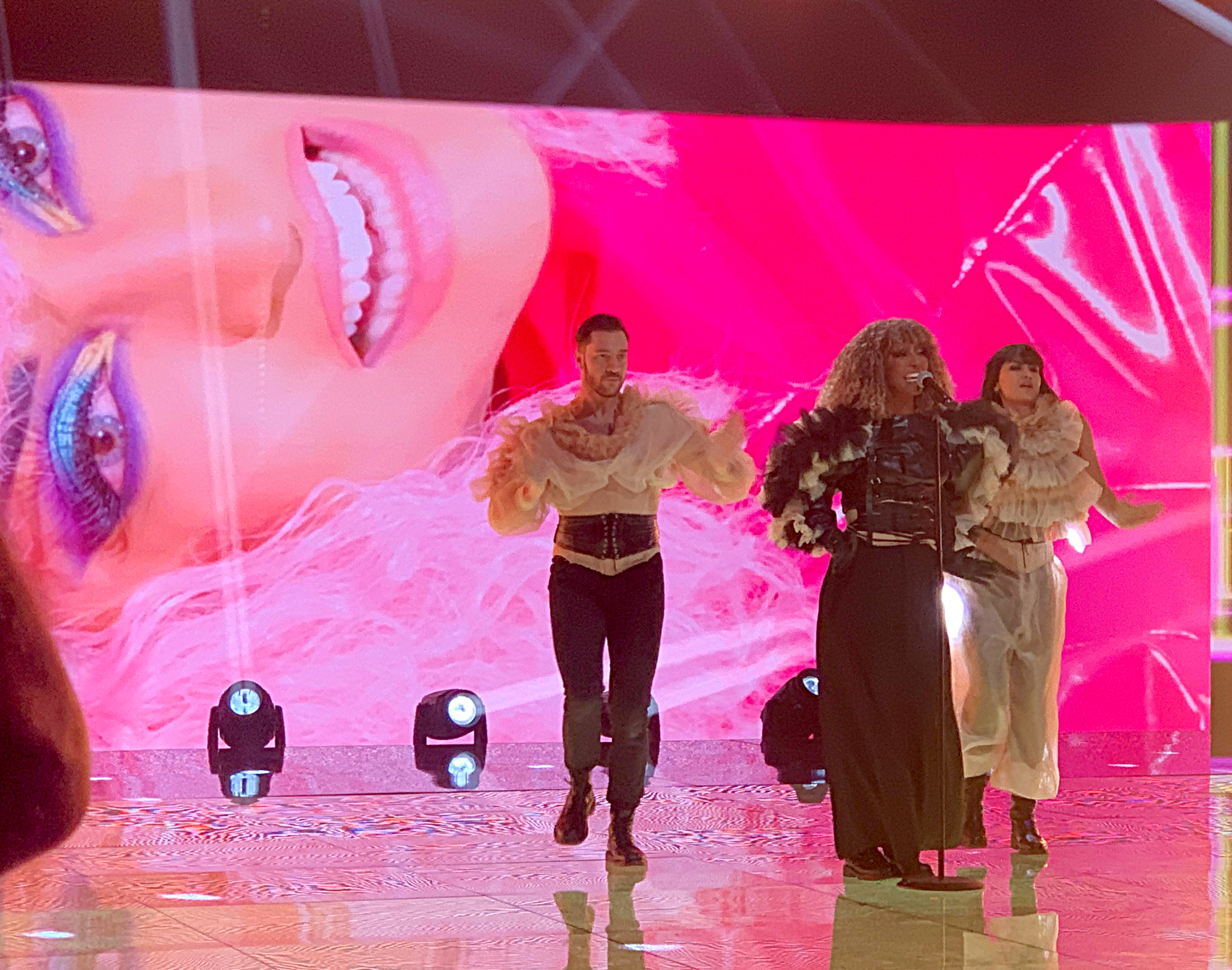
Sehnit podczas występu w programie Jaka to melodia?, 2021

6 marca 2020 została ogłoszona reprezentantką San Marino w 65. Konkursie Piosenki Eurowizji organizowanym w Rotterdamie, jednak 18 marca konkurs został odwołany z powodu pandemii COVID-19. W maju wystąpiła w projekcie Eurovision Home Concerts, a sanmaryńska telewizja potwierdziła, że Senhit będzie reprezentować San Marino z utworem „Adrenalina” podczas Konkursu Piosenki Eurowizji 2021. W lipcu rozpoczęła publikację teledysków z serii Freaky Trip to Rotterdam, na której potrzeby nagrywała własne interpretacje eurowizyjnych przebojów. 15 kwietnia gościła w programie TVP1 Jaka to melodia?; nagrała wówczas swój występ do piosenki „Adrenalina” oraz wystąpiła w duecie z Rafałem Brzozowskim, z którym zaśpiewała przebój zespołu ABBA „Waterloo”. 22 maja 2021 zajęła 22. miejsce w finale Eurowizji 2021, a podczas wszystkich występów konkursowych na scenie towarzyszył jej Flo Rida.
W maju 2025 podała wyniki głosowania sanmaryńskiego jury podczas 69. Konkursu Piosenki Eurowizji.

## Dyskografia
Albumy studyjne
- Senit (2006)
- Un tesoro è necessariamente nascosto (2007)
- So High (2009)

Minialbumy (EP)
- Hey Buddy (2017)

Single
| Rok                                                      | Tytuł                        | Najwyższe pozycje na listach | Najwyższe pozycje na listach | Najwyższe pozycje na listach | Najwyższe pozycje na listach | Najwyższe pozycje na listach | Najwyższe pozycje na listach | Najwyższe pozycje na listach | Album                                |
| Rok                                                      | Tytuł                        | BEL (FL)                     | GRE                          | NLD                          | ICE                          | LTU                          | SWE                          | UK Down.                     | Album                                |
| -------------------------------------------------------- | ---------------------------- | ---------------------------- | ---------------------------- | ---------------------------- | ---------------------------- | ---------------------------- | ---------------------------- | ---------------------------- | ------------------------------------ |
| 2005                                                     | „La mia città è cambiata”    | –                            | –                            | –                            | –                            | –                            | –                            | –                            | Senit                                |
| 2007                                                     | „La faccia che ho”           | –                            | –                            | –                            | –                            | –                            | –                            | –                            | Un tesoro è necessariamente nascosto |
| 2007                                                     | „Io non dormo”               | –                            | –                            | –                            | –                            | –                            | –                            | –                            | Un tesoro è necessariamente nascosto |
| 2009                                                     | „Work Hard”                  | –                            | –                            | –                            | –                            | –                            | –                            | –                            | So High                              |
| 2010                                                     | „Party on the Dance Floor”   | –                            | –                            | –                            | –                            | –                            | –                            | –                            | So High                              |
| 2011                                                     | „Stand By”                   | –                            | –                            | –                            | –                            | –                            | –                            | –                            | —                                    |
| 2011                                                     | „Through the Rain”           | –                            | –                            | –                            | –                            | –                            | –                            | –                            | —                                    |
| 2013                                                     | „AOK”                        | –                            | –                            | –                            | –                            | –                            | –                            | –                            | —                                    |
| 2014                                                     | „Relations”                  | –                            | –                            | –                            | –                            | –                            | –                            | –                            | —                                    |
| 2014                                                     | „Don't Call Me”              | –                            | –                            | –                            | –                            | –                            | –                            | –                            | —                                    |
| 2014                                                     | „Rock Me Up”                 | –                            | –                            | –                            | –                            | –                            | –                            | –                            | —                                    |
| 2017                                                     | „Something On Your Mind”     | –                            | –                            | –                            | –                            | –                            | –                            | –                            | Hey Buddy                            |
| 2017                                                     | „Higher”                     | –                            | –                            | –                            | –                            | –                            | –                            | –                            | Hey Buddy                            |
| 2019                                                     | „Dark Room”                  | –                            | –                            | –                            | –                            | –                            | –                            | –                            | –                                    |
| 2019                                                     | „Un Bel Niente/Obsessed”     | –                            | –                            | –                            | –                            | –                            | –                            | –                            | –                                    |
| 2019                                                     | „Heartache”                  | –                            | –                            | –                            | –                            | –                            | –                            | –                            | –                                    |
| 2020                                                     | „Freaky!'”                   | –                            | –                            | –                            | –                            | –                            | –                            | –                            | –                                    |
| 2020                                                     | „Breathe'”                   | –                            | –                            | –                            | –                            | –                            | –                            | –                            | –                                    |
| 2021                                                     | „Adrenalina” (oraz Flo Rida) | 79                           | 66                           | 79                           | 33                           | 39                           | 80                           | 99                           | –                                    |
| 2022                                                     | „Follow Me"                  | –                            | –                            | –                            | –                            | –                            | –                            | –                            | Dangerous                            |
| „–” oznacza, że singel nie był notowany na danej liście. |                              |                              |                              |                              |                              |                              |                              |                              |                                      |